# Mabel Poulton
Mabel Poulton (* 29. Juli 1901 in London; † 21. Dezember 1994 ebenda) war eine englische Filmschauspielerin.
Poulton arbeitete als Stenografin, bevor sie zum Film kam. Ihr Debüt hatte sie, ebenso wie Betty Balfour, in George Pearsons Nothing Else Matters (1920). Sie entwickelte sich in den 1920er Jahren zu einem beliebten Star des britischen Films. 1928 spielte sie neben Ivor Novello die Hauptrolle in Adrian Brunels The Constant Nymph und erhielt für ihre Darstellung ausgezeichnete Kritiken. Sie trat auch in Filmen außerhalb Englands auf: in Âme d'artiste (1924) von Germaine Dulac und Nachtgestalten (1929) von Hans Steinhoff.
Mit Beginn des Tonfilmzeitalters endete ihre Karriere. Ihr starker Cockney-Akzent passte nicht zu den Charakteren, mit denen sie assoziiert wurde; ein Imagewandel gelang nicht. Bereits 1931 wurde sie nicht mehr besetzt. Der Versuch eines Comebacks 1936 brachte ihr lediglich Rollen in zwei Kinofilmen, danach war endgültig Schluss.